# Division 1A 2019/20
Die Division 1A 2019/20 war die 117. Spielzeit der höchsten belgischen Spielklasse im Männerfußball.
Der KV Mechelen war im Vorfeld nach einem Jahr in der Zweitklassigkeit direkt als Meister und Aufsteiger wieder aufgestiegen. Eine gegenteilige Entscheidung der Beschwerdekommission war durch den belgischen Schiedsgerichtshof für den Sport aufgehoben worden.
Der Spielplan für die Saison 2019/20 wurde am 1. Juli 2019 bekanntgegeben. Demnach fand das Eröffnungsspiel am 26. Juli 2019 statt. Der letzte Spieltag 2019 (der 6. Spieltag der Rückrunde) fand am 26. und 27. Dezember 2019 statt. Nach einer kurzen Pause wurde die 1. Division dann am Wochenende des 17. bis 19. Januar 2020 fortgesetzt. Der letzte Spieltag der Hauptrunde war für den 15. März 2020 vorgesehen.
Da bei der Bekanntgabe des Spielplanes der Ausschluss des KV Mechelen durch dessen Widerspruch unwirksam war, wurde Mechelen im Spielplan berücksichtigt. Der belgische Fußballverband erklärte dazu, dass im Falle der Urteilsbestätigung der KFCO Beerschot Wilrijk die Spielpaarungen übernommen hätte. Ansonsten wäre der Spielplan unverändert geblieben.
Infolge der COVID-19-Pandemie wurde die Saison durch Entscheidung des nationalen Sicherheitsrates am 6. Mai 2020 abgebrochen. Zu diesem Zeitpunkt waren 29 von 30 Spieltagen der Hauptrunde gespielt.

## Aufstieg aus der Division 1B 2018/19
Am 1. Juni 2019 entschied der Beschwerdeausschuss des belgischen Fußballverbands, den KV Mechelen wegen der Manipulation der Begegnung gegen Waasland-Beveren vom 11. März 2018 in der Saison 2017/18 mit der Aberkennung des Aufstieges in die erste Division zu bestrafen. Mechelen sollte in der Saison 2019/20 in der Division 1B verbleiben und stattdessen der Verlierer der Aufstiegsspiele, der KFCO Beerschot Wilrijk, in die Division 1A aufsteigen. Darüber hinaus wurde die Teilnahme des Vereins an der UEFA Europa League annulliert.
Gegen diese Entscheidung hat der Verein am 6. Juni 2019 Beschwerde beim belgischen Schiedsgericht für den Sport eingelegt. Am 10. Juli 2019 stellte dieses fest, dass die Aberkennung des Aufstiegs keine zulässige Sanktion ist. Daher spielt der KV Mechelen in der Saison 2019/20 in der ersten Division, und der KFCO Beerschot Wilrijk verbleibt in der Division 1B. Zur Frage der Teilnahme am Europapokal äußerte sich das Schiedsgericht noch nicht.
Eine zwischenzeitlich erwirkte einstweilige Verfügung gegen die Aufnahme des Spielbetriebes nach Spielplan wurde durch das endgültige Urteil des Schiedsgerichtes gegenstandslos.
Das endgültige Urteil wurde am 17. Juli 2019 verkündet. So erhielt Mechelen das Startrecht für die erste Liga, wurde jedoch für die Saison 2019/20 vom Spielbetrieb des Europa- und des belgischen Pokals ausgeschlossen.

## Teilnehmer
Für die Spielzeit 2019/20 haben sich folgende Vereine sportlich qualifiziert:
- die verbliebenen Mannschaften der Division 1A 2018/19:
  -  KRC Genk
  -  FC Brügge
  -  Standard Lüttich
  -  Royal Antwerpen
  -  KAA Gent
  -  RSC Anderlecht
  -  KV Kortrijk
  -  Sporting Charleroi
  -  VV St. Truiden
  -  Waasland-Beveren
  -  SV Zulte Waregem
  -  KV Ostende
  -  KAS Eupen
  -  Royal Excel Mouscron
  -  Cercle Brügge
- aus der Division 1B 2018/19:
  -  KV Mechelen

## Modus
Ab der Saison 2019/20 wurde der Modus durch Beschluss der Generalversammlung der Vereine der Pro League (alle Vereine der Division 1A und Division 1B) vom 7. Juni 2019 geändert.
Die 16 Vereine spielten unverändert zunächst in einer Doppelrunde die reguläre Saison aus. Die Abschlusstabelle diente als Grundlage für die Qualifikation zu verschiedenen Platzierungsrunden.
Die sechs bestplatzierten Vereine nach Abschluss von 30 Spieltagen erreichten die Meisterschaftsrunde (Play-offs 1). Der Tabellenletzte stieg direkt ab; für ihn spielt der Gewinner der Aufstiegs-Play-offs der Division 1B in der kommenden Saison erstklassig.
Anders als im Vorjahr ist, dass die Vereine auf den Plätzen 7 bis 16 der ersten Division (einschließlich des Absteigers) zusammen mit den Vereinen auf den Plätzen 1 bis 6 der Division 1B (einschließlich des Aufsteigers) in vier Gruppen zu je vier Vereinen in jeweils einer Doppelrunde gegeneinander gespielt hätten. Die Sieger der vier Gruppen hätten in zwei Halbfinal-Partien die Teilnehmer am Play-off-2-Finale ermittelt. Halbfinale und Finale wären jeweils in Hin- und Rückspiel ausgetragen worden.
Der Sieger dieses Play-off-2-Finales wäre unverändert in einem weiteren Entscheidungsspiel gegen den Viert- oder Fünftplatzierten des Play-offs 1 um den letzten internationalen Startplatz angetreten.
Zu bemerken ist auch, dass in der Meisterschaftsrunde die Hälfte der erreichten Punktzahl aus den 30 Spielen der Vorrunde übertragen wurde, so dass die weiteren Begegnungen je nach Tabellensituation teilweise nur geringfügige Änderungen hätten hervorrufen können. Die Punkte aus der 1. Runde wurden, wenn nötig, aufgerundet, jedoch bei Punktgleichheit am Ende um einen Punkt reduziert.
Im Gegensatz zu anderen Ligen, wie beispielsweise der Fußball-Bundesliga, waren die Spielpläne für die Hin- und Rückrunde nicht identisch (mit gedrehtem Heimrecht). Vielmehr wurde für die Rückrunde ein völlig anderer Spielplan erstellt.
Ebenso gibt es eine Besonderheit bei der Berechnungsgrundlage der Tabellenplatzierung bei Punktgleichheit. Ähnlich wie in einigen anderen europäischen Ligen zählte zuerst der direkte Vergleich der Siege und erst dann des Torverhältnisses.

## Auswirkungen der COVID-19-Pandemie
Nachdem ab 5. März 2020 auch in Belgien COVID-19-Erkrankungen vermehrt auftraten, erließ die Regierung nach einer Sitzung des nationalen Sicherheitsrates am 10. März 2020 erste Beschränkungen. Danach waren Veranstaltungen im Freien noch uneingeschränkt erlaubt. Pro League sah daher keine Notwendigkeit für Einschränkungen für den 30. Spieltag. Soweit die Stadien nicht ausverkauft seien, sollten die Zuschauer gebeten werden, sich gleichmäßig über die Blöcke zu verteilen. Auch sollten, wenn möglich, mobile Getränke- und Speisen-Verkaufsständen aufgebaut werden, um die Warteschlangen vor diesen zu vermindern.
Auch wurde die für den 16. März 2020 geplante Pressekonferenz zur Vorstellung des Play-off-Spielplans abgesagt. Der Spielplan sollte einfach im Internet veröffentlicht werden.
Aufgrund der weiteren Entwicklung beschloss die Pro League am Vormittag des 12. März 2020 nach Beratungen mit Experten, die Spiele unter Ausschluss der Öffentlichkeit durchzuführen. Am Nachmittag des gleichen Tages untersagte der nationale Sicherheitsrat alle Sportveranstaltungen bis 3. April 2020.
Am 19. März 2020 entschied der belgische Fußballverband nach Beratungen mit den regionalen Verbänden für den Amateursport und der Pro League, dass bis einschließlich 30. April 2020 keine Profi-Spiele in Belgien stattfinden. Ein gemeinsames Training der Spieler wurde durch Beschluss des nationalen Sicherheitsrates der Regierung bis 5. April 2020 verboten.
Am 2. April empfahl der Verwaltungsrat der Pro League, die Saison abzubrechen. Die endgültige Entscheidung sollte die Versammlung aller Vereine am 15. April treffen. Diese Versammlung wurde mehrfach auf schließlich den 15. Mai 2020 verschoben. Nachdem die UEFA anfangs nach Bekanntwerden der Abbruch-Pläne die Teilnahme belgischer Vereine am Europapokal in der nächsten Saison in Frage gestellt hatte, akzeptierte sie am 23. April 2020 einen Saisonabbruch aufgrund einer Regierungsanordnung, oder falls die Fortsetzung der Saison aus finanziellen Gründen keinen Sinn mache. Vorzeitiger Meister sollte nach dem Vorschlag des Verwaltungsrates der FC Brügge, der die Tabelle der Hauptrunde zum Zeitpunkt des möglichen Abbruchs mit 15 Punkten Vorsprung anführte, werden. Offen blieb im Vorschlag noch die Frage des Aufstieges aus der Division 1B, wo bereits eines von zwei Aufstiegsspielen erfolgt war.
Auf seiner Sitzung vom 6. Mai 2020 verbot der nationale Sicherheitsrat alle Sportveranstaltungen bis 31. Juli 2020 (auch ohne Zuschauer). Es verblieb damit der Versammlung der Vereine am 15. Mai 2020, nur noch über die sportlichen Folgen dieser Entscheidung abzustimmen. Dort wurde entschieden, dass die Meisterschaft, Europapokal-Plätze und Abstieg nach der Tabelle nach 29 Spieltagen entschieden werden.
Aufgrund des Sieges im Pokalfinale vom 1. August 2020 ist Royal Antwerpen für die Gruppenphase der Europa League qualifiziert; Sporting Charleroi hingegen nur für die Qualifikation zur Europa League.

## Widerspruch von Waasland-Beveren
Am 25. Mai 2020 legte Waasland-Beveren gegen seinen Abstieg Beschwerde beim belgischen Schiedsgericht für den Sport ein. Bei einem Sieg am letzten Spieltag und gleichzeitiger Niederlage von Ostende wäre der Verein gerettet gewesen und Ostende wäre abgestiegen.
Am 8. Juli 2020 erklärte das Schiedsgericht die Entscheidung der Generalversammlung bezüglich des Abstieges für ungültig. Es sei eine nicht nachvollziehbare Ungleichbehandlung, dass für die Frage des Abstieges aus der Division 1A der Tabellenstand beim Abbruch der Saison herangezogen wurde. In der Division 1B stand zu diesem Zeitpunkt nur noch das zweite Aufstiegsspiel offen, auf dessen Durchführung nach dem gleichen Beschluss bestanden wurde. (Da nach der Rechtslage im Mai noch ein absolutes Sportverbot bis 31. Juli 2020 bestand, wurde dieses Spiel auf den 2. August 2020 terminiert und letztendlich auch durchgeführt.)
Der Verwaltungsrat von Pro League entschied am 13. Juli 2020 an der Abstiegsentscheidung gegen Waasland-Beveren festzuhalten. Sie solle lediglich besser begründet werden. Die endgültige Entscheidung konnte aber nur einer Generalversammlung aller Vereine treffen, die wegen der Einladungsfrist erst am 31. Juli 2020 stattfinden konnte. Einer vorzeitigen Durchführung stimmte Waasland nicht zu.
Am 24. Juli 2020 erhob der Verein vor dem Handelsgericht Dendermonde Klage gegen Pro League. Nach Auffassung des Vereins wäre aktuell der Beschluss über den Abstieg aufgehoben, so dass Waasland-Beveren bis zu einem neuen Beschluss der Generalversammlung im Spielplan der Division 1A aufzulisten sei. Mit Urteil vom 30. Juli 2020 folgte das Gericht dieser Auffassung und setzte ein Ordnungsgeld von 2,5 Millionen Euro für jedes Spiel, was nach dem ungültigen Spielplan durchgeführt würde, fest. Das Gericht betonte zugleich, dass auch die geplante neue Begründung nicht ausreichend sei, so dass es dieses Urteil wiederholen würde, falls Waasland nach einem entsprechenden Beschluss der Generalversammlung wieder das Schiedsgericht anriefe.
Pro League nahm noch am selben Tag den Spielplan vorläufig zurück.
Bei der Generalversammlung am Folgetag beschlossen die Vereine, dass es in der Saison 2019/20 keinen Absteiger gibt. Waasland-Beveren verblieb in der Division 1A. Diese wird in den nächsten zwei Spielzeiten auf 18 Vereine aufgestockt.

## Hauptrunde

### Tabelle
| Pl.                                      | Verein               | Sp. | S  | U  | N  | Tore    | Diff. | Punkte |
| ---------------------------------------- | -------------------- | --- | -- | -- | -- | ------- | ----- | ------ |
| 1.                                       | FC Brügge            | 29  | 21 | 7  | 1  | 058:140 | +44   | 70     |
| 2.                                       | KAA Gent             | 29  | 16 | 7  | 6  | 059:340 | +25   | 55     |
| 3.                                       | Sporting Charleroi   | 29  | 15 | 9  | 5  | 049:230 | +26   | 54     |
| 4.                                       | Royal Antwerpen      | 29  | 15 | 8  | 6  | 049:320 | +17   | 53     |
| 5.                                       | Standard Lüttich     | 29  | 14 | 7  | 8  | 047:320 | +15   | 49     |
| 6.                                       | KV Mechelen (N, P)   | 29  | 13 | 5  | 11 | 045:420 | +3    | 44     |
| 7.                                       | KRC Genk (M)         | 29  | 13 | 5  | 11 | 045:420 | +3    | 44     |
| 8.                                       | RSC Anderlecht       | 29  | 11 | 10 | 8  | 045:290 | +16   | 43     |
| 9.                                       | SV Zulte Waregem     | 29  | 10 | 6  | 13 | 041:490 | −8    | 36     |
| 10.                                      | Royal Excel Mouscron | 29  | 9  | 9  | 11 | 038:400 | −2    | 36     |
| 11.                                      | KV Kortrijk          | 29  | 9  | 6  | 14 | 040:440 | −4    | 33     |
| 12.                                      | VV St. Truiden       | 29  | 9  | 6  | 14 | 033:500 | −17   | 33     |
| 13.                                      | KAS Eupen            | 29  | 8  | 6  | 15 | 028:510 | −23   | 30     |
| 14.                                      | Cercle Brügge        | 29  | 7  | 2  | 20 | 027:540 | −27   | 23     |
| 15.                                      | KV Ostende           | 29  | 6  | 4  | 19 | 029:580 | −29   | 22     |
| 16.                                      | Waasland-Beveren     | 29  | 5  | 5  | 19 | 021:600 | −39   | 20     |
| Stand: 7. März 2020 – Abbruch der Saison |                      |     |    |    |    |         |       |        |

Platzierungskriterien: 1. Punkte – 2. Siege – 3. Tordifferenz – 4. geschossene Tore

Die Farben geben den tatsächlichen Ausgang der Saison aufgrund des Abbruchs und der Entscheidung der Generalversammlung vom 31. Juli 2020 wieder.
| (M) | amtierender belgischer Meister          |
| (P) | amtierender belgischer Pokalsieger      |
| (N) | Aufsteiger der Zweiten Division 2018/19 |

### Kreuztabelle
Die Kreuztabelle stellt die Ergebnisse aller Spiele dieser Saison dar. Die Heimmannschaft ist in der linken Spalte, die Gastmannschaft in der oberen Zeile aufgelistet.
| 2019/20 Stand: 7. März 2020 (Abbruch der Saison) | BRÜ | AND | GNT | KRC Genk | KV Ostende | SV Zulte Waregem | Standard Lüttich | Sporting Charleroi | KV Kortrijk | Cercle Brügge | KV Mechelen | Waasland-Beveren | VV St. Truiden | Royal Excel Mouscron | Royal Antwerpen | KAS Eupen |
| ------------------------------------------------ | --- | --- | --- | -------- | ---------- | ---------------- | ---------------- | ------------------ | ----------- | ------------- | ----------- | ---------------- | -------------- | -------------------- | --------------- | --------- |
| FC Brügge                                        |     | 2:1 | 4:0 | 1:1      | 2:0        | 4:0              | 1:1              | 1:0                | 3:0         | 2:1           | 3:0         | 2:1              | 6:0            | 1:0                  | 1:0             | 0:0       |
| RSC Anderlecht                                   | 1:2 |     | 3:3 | 2:0      | 1:2        | 7:0              | 1:0              | 0:0                | 0:0         | 2:1           | 0:0         | 0:0              | 4:1            | 1:0                  | 1:2             | 6:1       |
| KAA Gent                                         | 1:1 | 1:1 |     | 4:1      | 2:0        | 2:0              | 3:1              | 1:4                | 2:0         | 3:2           | 3:0         | 2:0              | 4:1            | 3:1                  | 1:1             | 6:1       |
| KRC Genk                                         | 1:2 | 1:0 | 0:2 |          | 3:1        | 0:2              | 1:3              | 1:0                | 2:1         | 1:0           |             | 4:1              | 1:2            | 2:1                  | 2:2             | 2:1       |
| KV Oostende                                      | 0:2 | 3:2 | 2:1 | 2:4      |            | 1:1              | 1:4              | 0:1                | 0:3         | 3:1           | 2:1         | 0:1              | 1:0            | 2:2                  | 1:1             | 2:3       |
| SV Zulte Waregem                                 | 0:2 | 1:2 | 2:2 | 0:3      | 2:0        |                  |                  | 3:1                | 2:2         | 6:0           | 0:2         | 5:0              | 5:1            | 1:2                  | 2:0             | 1:0       |
| Standard Lüttich                                 | 0:0 | 1:1 | 0:1 | 1:0      | 2:1        | 4:0              |                  | 1:1                | 2:1         | 2:1           | 1:2         | 2:0              | 0:0            | 4:1                  | 1:0             | 3:0       |
| Sporting Charleroi                               | 0:0 | 1:2 | 1:1 | 2:1      | 5:0        | 4:0              | 2:0              |                    |             | 3:0           | 2:1         | 2:0              | 0:3            | 1:0                  | 2:1             | 1:0       |
| KV Kortrijk                                      | 2:2 | 4:2 | 0:2 | 0:1      | 2:2        | 2:0              | 3:1              | 1:1                |             | 1:0           | 2:3         | 1:3              | 4:0            | 1:2                  | 0:1             | 1:2       |
| Cercle Brügge                                    | 0:2 | 1:2 | 1:0 | 1:2      |            | 2:0              | 0:2              | 0:3                | 1:3         |               | 3:2         | 1:0              | 2:1            | 2:2                  | 1:2             | 1:2       |
| KV Mechelen                                      | 0:5 | 2:0 | 0:3 | 3:1      | 1:0        | 0:2              | 2:3              | 2:2                | 1:1         | 3:1           |             | 4:0              | 1:2            | 2:2                  | 3:1             | 1:1       |
| Waasland-Beveren                                 | 1:3 | 0:3 |     | 0:4      | 3:1        | 1:2              | 2:1              | 0:4                | 1:2         | 1:1           | 1:3         |                  | 1:0            | 1:1                  | 0:4             | 0:1       |
| VV St. Truiden                                   | 1:2 |     | 0:0 | 3:3 1    | 1:0        | 0:0              | 2:1              | 1:3                | 2:0         | 0:1           | 0:3         | 1:1              |                | 0:1                  | 1:1             |           |
| Royal Excel Mouscron                             | 0:1 | 0:0 | 2:1 | 2:2      | 3:1        | 2:2              | 2:2              | 1:1                | 2:0         | 0:1           | 1:2         | 1:0              | 1:3            |                      | 3:1             | 2:0       |
| Royal Antwerpen                                  | 2:1 | 0:0 | 3:2 | 1:1      | 3:1        | 2:1              | 2:2              | 1:1                | 3:1         | 3:1           | 1:0         | 4:1              | 2:0            |                      |                 | 1:0       |
| KAS Eupen                                        |     | 0:0 | 2:3 | 2:0      | 1:0        | 1:1              | 1:2              | 1:1                | 1:2         | 1:0           | 0:2         | 1:1              | 0:2            | 2:1                  | 1:4             |           |

## Torschützenliste
Der Torschützenkönig wurde offiziell durch die Pro League, der Vereinigung der Vereine der Divisionen 1A und 1B, mit dem Goldenen Bullen (Le Taureau d'Or bzw. Gouden Stier) ausgezeichnet. Es wurden nur die Spiele der Hauptrunde und der Play-off 1 und 2 berücksichtigt, nicht aber der folgenden Finalspiele um die Europa-League-Qualifikation.
Bei Gleichstand der erzielten Tore entschieden die Auswärts- und Heimtore, die Zahl der Spielminuten, die Zahl der Vorlagen sowie der Tore ohne Elfmeter (in dieser Reihenfolge).
Stand: 7. März 2020 – Abbruch der Saison
| Pl. | Spieler           | Verein             | Tore |
| --- | ----------------- | ------------------ | ---- |
| 01. | Dieumerci Mbokani | Royal Antwerpen    | 18   |
| 02. | Jonathan David    | KAA Gent           | 18   |
| 03. | Hans Vanaken      | FC Brügge          | 13   |
| 04. | Kaveh Rezaei      | Sporting Charleroi | 12   |
| 05. | Lior Refaelov     | Royal Antwerpen    | 11   |
| 06. | Roman Jaremtschuk | KAA Gent           | 10   |
| 07. | Michel Vlap       | RSC Anderlecht     | 10   |
| 08. | Igor de Camargo   | KV Mechelen        | 10   |
| 09. | Gianni Bruno      | SV Zulte-Waregem   | 09   |